# IBM PC kompatibilní

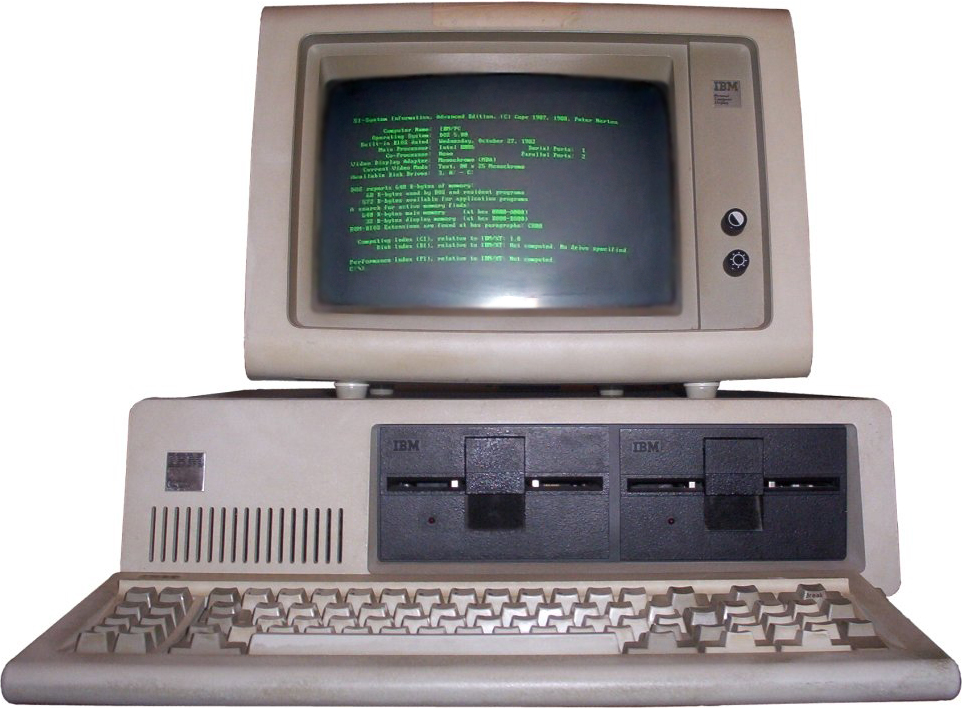
IBM PC (Model 5150)

IBM PC kompatibilní (anglicky IBM PC compatible) je v informatice označení pro počítače, které jsou do určité míry kompatibilní s původním IBM PC (1981), PC XT (1983) a PC AT (1984). Pojem IBM kompatibilní je dnes výhradně historický pojem, protože počítače IBM PC se již nevyrábějí. Nástupci IBM PC jsou však nejrozšířenějším mikropočítačem na současném trhu spotřební elektroniky.

## Klony IBM PC
Počítače IBM PC kompatibilní jsou nazývány také PC klony nebo IBM PC klony, protože respektují původní návrh zapojení a konstrukce hardwaru, který uvolnila firma IBM pod výše uvedenými označeními IBM PC, IBM PC XT a IBM PC AT a navíc jsou kompatibilní i po nízkoúrovňové softwarové stránce, které definuje tzv. BIOS.
Softwarové kompatibility na úrovni BIOSu bylo dosaženo legálním reverzním inženýrským postupem analýzy chování původního BIOSu od firmy IBM a naprogramování identicky funkčního BIOSu pomocí techniky clean room design (tj. žádná část nebyla zkopírována, došlo pouze k implementaci identicky funkčního BIOSu na základě nezávisle provedené analýzy a původní technické dokumentace od firmy IBM). Firma Columbia Data Products vytvořením identicky funkčního BIOSu jako první vytvořila předpoklad pro lacinou masivní výrobu klonů IBM PC počítačů.
Firma IBM se snažila bránit soudní cestou, ale neuspěla a přizpůsobila se nově vzniklé situaci. Postupně však přestala vyrábět hardware a soustředila se na poli PC klonů na poskytování služeb a vývoj software.

## Platforma PC
Na počítačové platformě, která je označována jako PC (písí, pécéčka, písíčka atp.) je možné spouštět různý software. Největší podíl na trhu drží softwarová platforma Microsoft Windows, nicméně dále je využíván i Mac OS X, Linux, různé klony BSD systémů atd.